# آر آي أم-162 إيه أس أس أم
آر آي أم -162 إيه أس أس أم هو تطوير لصاروخ آي آر أم-7 عصفور البحر المستخدم لحماية السفن من مهاجمة الصواريخ والطائرات. تم تصميمه لمواجهة الصواريخ المضادة للسفن الأسرع من الصوت تتمتع هذه الصواريخ أيضا بالقدرة على أن تكون محملة رباعيا في نظام مارك 41 نظام الإطلاق العمودي، مما يسمح بحمل حتى أربعة صواريخ في الخلية (الحاوية) الواحدة.